# Coronel Leonardo Sant'Anna

## Biografia
Leonardo José Rodrigues de Sant'Anna, mais conhecido como Coronel Sant’Anna, é um consultor e empresário brasileiro da área da segurança, fundador da Total Florida International, em Orlando nos Estados Unidos. Com 29 anos de atuação neste ramo, ele é considerado especialista em estratégias de segurança, também apresenta consultorias e pesquisas de participação em níveis nacional e estrangeiro.
Leonardo Sant’Anna é filho de um ex-militar, Hermenegildo Sant’Anna, e de uma dona de casa, Eneory Sant’Anna. O casal morava no Rio de Janeiro e mudou-se para Brasília em 1966. O Coronel nasceu em 29 de outubro de 1970 na capital brasileira. Ele iniciou a carreira de empreendedor ao 14 anos, quando começou a dar aulas de inglês. 
Aos 16 anos, passou a trabalhar como DJ no Centro Comercial “Gilberto Salomão” e no programa “Balanço da 105” na Rádio 105 FM. Depois de passar por essas experiências, ele decidiu iniciar a carreira como policial.

## Carreira
O Coronel Sant’Anna ocupou o primeiro cargo na polícia em 1990 quando tinha 19 anos. Aos 26 anos,  foi o representante mais jovem das polícias e bombeiros militares do Brasil em uma missão de paz da ONU. 
Sant’Anna iniciou sua carreira como professor em 1995, no BOPE, e deu aulas no Senac por seis anos. Além disso, levou os seus conhecimentos em segurança para a polícia da Suécia. 
Depois das experiências, ele também ocupou o cargo de Observador Policial e trabalhou como professor da ONU na África e na Ásia, na polícia da Suécia e no Pearson Centre (Canadá).
Coronel Sant’Anna atuou como servidor público do Distrito Federal e como Subsecretário de Segurança do Estado. Além desse cargo, também foi chefe do Estado-Maior e Subcomandante-geral da Polícia Militar de Brasília (PMDF).   
Atualmente, também é colunista da Revista Evoke e já apresentou o programa de rádio “Questão de Segurança” na Rádio Federal. 

## Total Florida International
A Total Florida International, empresa fundada pelo Coronel Sant’Anna, foi criada em Orlando, nos Estados Unidos, e possui outras duas sedes, em Brasília (BRA) e em Flórida (EUA). A empresa presta serviço de desenvolvimento e compartilhamento de boas práticas para soluções estratégicas, técnicas, acadêmicas e operacionais em segurança para governos, corporações, indústrias e grupos. 
Já trabalhou em parceria com países da África, Ásia, Europa e América. Hoje, o Coronel Sant’Anna atua como Founder e CEO da Total Florida International.

## Quem mexeu na minha segurança?
O Coronel Sant'Anna é autor do livro “Quem mexeu na minha segurança?” , que foi publicado em 2018 pela Viva Editora e aborda os aspectos políticos da segurança. Além disso, traz dicas de segurança para aplicar no dia a dia dos leitores e de seus familiares. A principal abordagem é o que fazer para não depender apenas dos aparatos do governo.
Coronel Sant’Anna apresentou o  livro de sua autoria no mesmo ano nas universidades de Harvard e no Massachusetts Institute of Technology – MIT nos Estados Unidos. Escrito com base em relatos e conhecimentos adquiridos nos seus anos de experiência, “Quem mexeu na minha segurança?" se tornou um guia para aqueles que procuram aprender a lidar com situações de risco.